# Aegocera naveli
Aegocera naveli là một loài bướm đêm trong họ Noctuidae.